# 2 x 1 Holding Cape Midia
2 x 1 Holding Cape Midia, fost Șantierul Naval Marea Neagră Constanța este un șantier naval din România.
Acționarii principali ai companiei sunt 2x1 Holding SRL și Tekno Plus SRL, cu participații de câte 36,63%.
Acțiunile companiei se tranzacționează la categoria de bază a pieței Rasdaq, secțiunea XMBS, sub simbolul SNMN.
Cifra de afaceri:
- 2008: 25 milioane lei (6,8 milioane euro)[1]
- 2007: 18,8 milioane lei[1]

Venit net:
- 2008: -1,74 milioane lei (473.700 euro) - pierdere[1]
- 2007: 0,8 milioane lei[1]